# Chris Mayotte
Pour les articles homonymes, voir Mayotte.
Chris Mayotte, né le 16 septembre 1957, est un ancien joueur de tennis professionnel américain.
Il est le frère aîné de Tim Mayotte, ancien no 7 mondial, avec qui il jouait parfois en double.

## Carrière
Il a été All-America de l'Université de Caroline du Sud. Professionnel depuis 1979, il atteint début 1980 les demi-finales de l'Open de Lagos puis remporte le tournoi Challenger de Kaduna. Il atteint son meilleur classement après une autre demi-finale à Bogota. En 1981, il accède au 3e tour de l'US Open. Début 1982, il est demi-finaliste à Auckland, puis se distingue à l'US Open en éliminant Wojtek Fibak en cinq sets. Il arrête sa carrière deux mois plus tard.
Il remporte en 1981 trois titres en double, à San Juan, Napa et Hong Kong.
Il est désormais professeur de tennis dans le comté de Westchester.

## Palmarès

### Titre en double messieurs
| No | Date       | Nom et lieu du tournoi                   | Catégorie | Dotation | Surface    | Partenaire  | Finalistes                    | Score         |  |
| -- | ---------- | ---------------------------------------- | --------- | -------- | ---------- | ----------- | ----------------------------- | ------------- |  |
| 1  | 19-01-1981 | San Juan Open San Juan                   |           | 75 000 $ | Dur (ext.) | Tim Mayotte | Tim Gullikson Eliot Teltscher | 6-4, 7-6      |  |
| 2  | 23-03-1981 | Napa Open Napa                           |           | 50 000 $ | Dur (ext.) | Rick Meyer  | Tracy Delatte John Hayes      | 3-6, 7-6, 6-4 |  |
| 3  | 02-11-1981 | Tournoi de tennis de Hong Kong Hong Kong |           | 75 000 $ | Dur (ext.) | Chris Dunk  | Marty Davis Brad Drewett      | 6-4, 7-6      |  |

## Parcours en Grand Chelem

### En simple
| Année | Open d'Australie | Open d'Australie | Internationaux de France | Internationaux de France | Wimbledon       | Wimbledon      | US Open        | US Open       | Open d'Australie | Open d'Australie |
| ----- | ---------------- | ---------------- | ------------------------ | ------------------------ | --------------- | -------------- | -------------- | ------------- | ---------------- | ---------------- |
| 1980  | n.o.             | n.o.             | 1er tour (1/64)          | Jan Kodeš                | 1er tour (1/64) | Andrew Jarrett | 2e tour (1/32) | Ivan Lendl    | 1er tour (1/32)  | Brian Teacher    |
| 1981  | n.o.             | n.o.             | 2e tour (1/32)           | Eduardo Bengoechea       | —               | —              | 3e tour (1/16) | Roscoe Tanner | —                | —                |
| 1982  | n.o.             | n.o.             | —                        | —                        | —               | —              | 2e tour (1/32) | Kim Warwick   | —                | —                |

N.B. : à droite du résultat se trouve le nom de l'ultime adversaire.

### En double
| 1980 | n.o. | n.o. | 1er tour (1/32) L. Stefanki \|\| style="text-align:left;" \| David Carter Chris Lewis | 2e tour (1/16) L. Stefanki \|\| style="text-align:left;" \| John Sadri T. Wilkison | — | — | 2e tour (1/8) U. Marten \|\| style="text-align:left;" \| P. McNamara P. McNamee     |                                                                                    |
| 1981 | n.o. | n.o. | —                                                                                     | —                                                                                  | — | — | 3e tour (1/8) Tim Mayotte \|\| style="text-align:left;" \| H. Günthardt P. McNamara | 1er tour (1/16) Tim Mayotte \|\| style="text-align:left;" \| C. Edwards E. Edwards |

N.B. : le nom du ou de la partenaire se trouve sous le résultat ; le nom des ultimes adversaires se trouve à droite.